# Gerry Neef
Gerhard „Gerry“ Neef (n. 30 octombrie 1946 - d. 23 februarie 2010, Nürnberg) a fost un fotbalist german.

## Cariera fotbalistică
Neef a fost portar între anii 1968 - 1973 la echipa scoțiană de fotbal Glasgow Rangers, echipă ca care în 1972 câștigă Cupa Cupelor. El este unul dintre cei mai buni fotbaliști, care au purtat tricoul echipei germane din Duisburg.